# Temura
Temura (hebr. תמורה) ist ein Verfahren der jüdischen Hermeneutik, neben anderen, wie Gematria, Zeruph und Notarikon. Daneben ist Temura der Titel eines Mischnatraktates aus der 5. Ordnung Kodaschim. Dort geht es um den Umtausch von Opfertieren.

## Wortbedeutung
Das Wort Temura bezeichnet sowohl den Vorgang als auch das Ergebnis eines „Umtauschs“ bzw. einer „Vertauschung“. Es leitet sich von der Wurzel מור (mur) ab, welche so viel wie „tauschen, wechseln“ bedeutet.

## Das Verfahren
Man legt ein vollständiges Alphabet im Kreis aus und ein zweites in diesen Kreis hinein. Nun kann man den inneren Kreis um einen oder mehrere Buchstaben verschieben und erhält so verschiedene Schlüssel (Atba; der nächste Aschbath, danach Arbasch etc. etc.) Nun schreibt man das Wort auf, welches man erläutert haben will, und sucht sich unter einem Schlüssel (Das Rad darf während der Prozedur nicht gedreht werden.) die den einzelnen Buchstaben entsprechenden Partner heraus. Man hat das Wort praktisch verschlüsselt. Den frühen Anwendern ging es aber nicht um Kryptographie, wie wir sie heute verstehen, sondern um Hermeneutik.
Es existieren auch kompliziertere Schlüssel. Man teilt das Alphabet genau in der Mitte, schreibt die ersten 11 Zeichen auf den äußeren Ring, die letzten 11 in den inneren Ring und erhält so den Atbash, Albat etc. oder man dreht die Richtung des inneren Alphabetes und erhält so den Albam, Atbal etc. etc. Darüber hinaus gibt es noch viele andere, kompliziertere Schlüssel.

## Beispiel
Aus dem Worte יהוה (JHVH – GOTT) wird so, wenn man einen Buchstaben weiterschiebt, also im Atbah, die Konsonantenfolge כוזו Kusu, welche erst einmal keine Bedeutung hat, aber den Zahlenwert 39. Soweit der Zeruph – das Verfahren.
Die Zahl 39 schreibt man auf Hebr. טל (Tal), ein Wort, welches wiederum die Bedeutung „Tau“ – also, der vom Himmel fällt – trägt. Nach diesem Worte ist der Tallit, der Gebetsmantel der Juden genannt. Die 39 nun ist wiederum Summe von 26 und 13. Erstere Zahl ist der natürliche Zahlenwert des Tetragrammatons, letztere des hebr. Wortes für Einheit אחד nach der Gematria der natürlichen Zahlenwerte.